# Einar Carlsson (militär)
Sven Einar Torsten Carlsson, född den 18 augusti 1879 i Slöta församling, Skaraborgs län, död den 6 september 1925 i Örebro, var en svensk militär.
Carlsson blev löjtnant i Norrlands trängkår 1903 och kapten där 1913. Han befordrades till major och chef för Svea trängkår 1922. Carlsson blev riddare av Vasaorden 1915 och av Svärdsorden 1920. Han invaldes som ledamot av Krigsvetenskapsakademien 1923.